# وایراخ
وایرخ (به انگلیسی: Weihrauch)، یک شرکت اسلحه‌سازی در تسل (موسل)، آلمان است که در سال ۱۸۹۹ توسط هرمان وایرخ تاسیس شده است.
عمده محصولات این شرکت تفنگ بادی می‌باشد

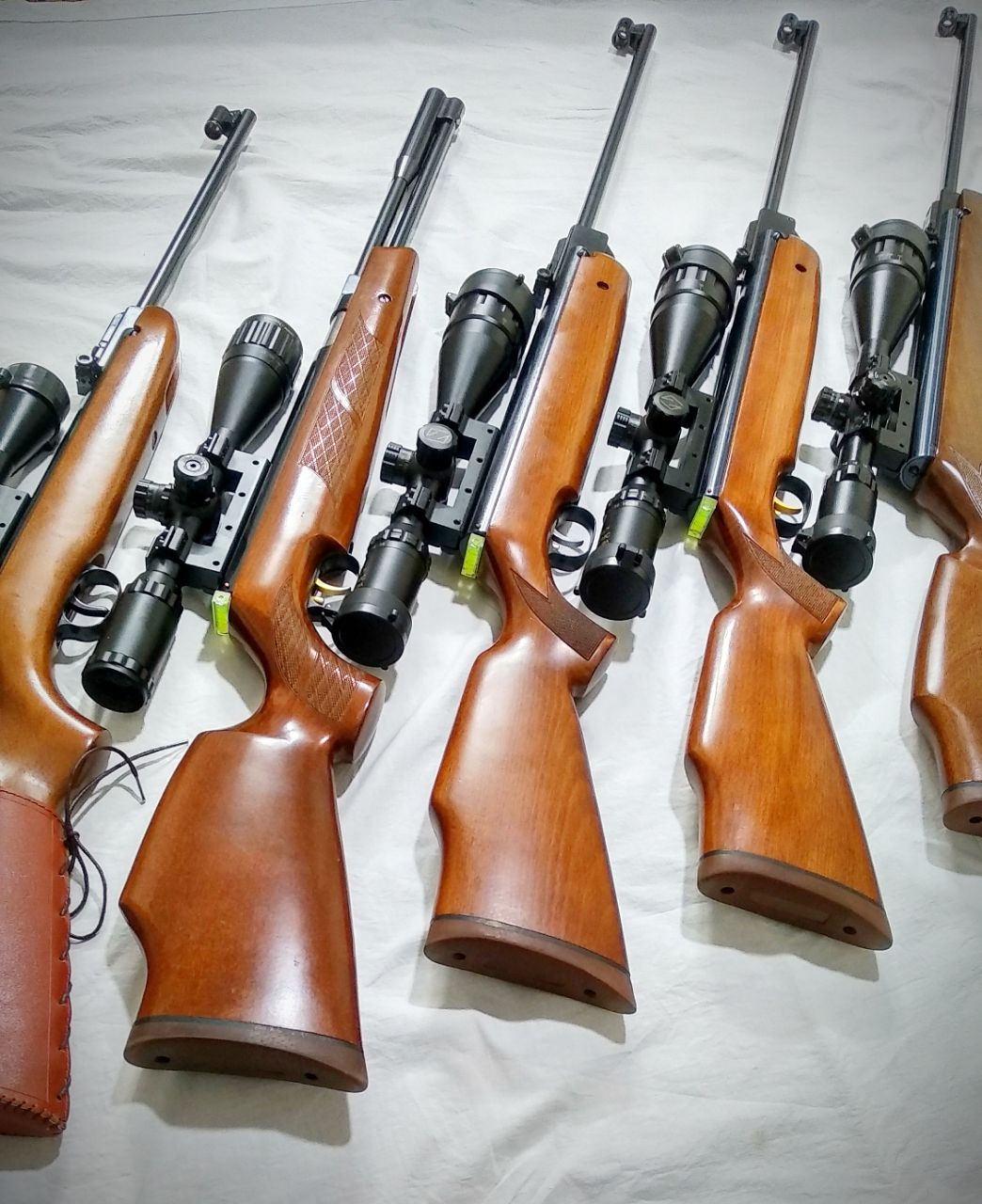
پنج قبضه تفنگ وایرخ

## محصولات
- وایراخ اچ دبلیو ۱۰۰
- وایراخ اچ دبلیو ۸۰